# پاتریک ویمر
پاتریک ویمر (انگلیسی: Patrick Wimmer؛ زادهٔ ۳۰ مهٔ ۲۰۰۱) بازیکن فوتبال اهل اتریش است.
از باشگاه‌هایی که در آن بازی کرده‌است می‌توان به باشگاه فوتبال آستریا وین اشاره کرد.
وی همچنین در تیم‌های ملی فوتبال زیر ۲۱ سال اتریش و اتریش بازی کرده‌است.